# Església de Santa Caterina d'Alzira
L'església arxiprestal de Santa Caterina Màrtir és un edifici religiós del municipi d'Alzira, a la Ribera Alta, a la Plaça de la Constitució (abans de Santa Caterina), temple d'estil gòtic i barroc. És de culte catòlic, sota l'advocació de Santa Caterina Màrtir. Al seu interior es conserven les relíquies del sant alzireny Sant Bernat.
Es tracta d'una mostra important de l'arquitectura gòtica religiosa del temps de la reconquesta, que anirà evolucionant en la seua construcció, adaptant-se a noves demandes funcionals i d'estil.

## Descripció
L'església es va construir sobre el solar de la mesquita major, amb una planta basilical i estructura gòtica; es va modificar l'any 1531, reutilitzant-se els contraforts. En l'actualitat queden alguns elements gòtics, com els contraforts, restes d'arcs torals, buits ogivals i l'òcul, la capella major i el campanar.
L'any 1681 és el de la reedificació completa del temple, només s'aprofitaren els elements que pogueren servir de sustentació a l'obra nova. La nova església es fa a partir del projecte de Pérez Castiel, segons el documenta fet arran de l'obra, "Memoria de les capitulacions i obra que sea de fer i executar en la Vila de Alzira com es rehedificar la Iglesia de Santa Caterina Mártir de la dita Vila, conforme a la planta y perfil de Juan Pérez". La nova església té la mateixa planta que l'anterior, una nau única coberta amb una volta de canó segmentada per arcs torals, i capelles laterals entre contraforts. La coberta exterior de la nau és a dos aigües. El seu estil es trobaria dins d'un barroc classicista, sent exemple d'això la portada lateral que dona a la plaça de Santa Caterina, obra de Gaspar Dies i molt semblant amb la de l'església de Sant Andreu de València.
La portada està llavorada en pedra, alçant-se sobre un cos de bases rectangulars, d'on ix la columna helicoidal salomónica i amb soga de tres filades de llorer que repten fins al collarí amb capitell compost i remat sobre l'àbac d'un segon cos amb arquitrau de tres mènsules i ornament vegetal. En aquest segon cos hi ha un frontó de llinda que allotja un nínxol avenerat amb una imatge de la santa titular de l'església. A l'últim cos se situa l'escut de la vila, i damunt la cornisa semicircular de remat, flanquejada per esferes i coronada amb un pinacle gallonat.
El 1702 Tomàs Vergara, escultor de València, rep l'encàrrec de fer els retaules per a les capelles laterals de l'església. Més tard, el 1776 s'inicià la construcció de la capella de la Comunió, sobre el solar del cementeri parroquial, als peus del temple. Obra aquesta construïda segons el projecte de l'arquitecte acadèmic Vicent Gascó de València. L'espai el forma una cúpula tabicada que descansa sobre un tambor format per arcs torals i petxines esfèriques als angles, tot això recolzat sobre pilastres que suporten els arcs de mig punt.
L'any 1821 es decideix la construcció de la sagristia de la nova capella de la Comunió, omplint així l'espai entre aquesta i el campanar gòtic, culminant la unió amb la torre, fins aleshores exempta.
Anys més tard, (1876) vegent el mal estat de la cúpula, es va requerir un informe a l'arquitecte municipal José Camaña, optant per l'eliminació de la cúpula i el seu cupulí i la seua substitució per una coberta a dues aigües.
A principis de la Guerra Civil de 1936, el temple fou cremat, perdent-se el valuós arxiu, a més d'escultures, pintures i altres obres d'art que es guardaven després de la desamortització, procedents de llocs com el Monestir de la Murta, i convents com el dels franciscans i caputxins.